# Cyril Abiteboul
Cyril Francois Roger Abiteboul (Parigi, 14 ottobre 1977) è un ingegnere e dirigente d'azienda francese, dal 2023 diventa Team Principal della Hyundai Shell Mobis WRT e dal 2024 ricopre anche il ruolo di presidente della divisione sportiva del costruttore coreano.
È noto in Formula 1 per essere stato, dal 2013 al 2014, Team Principal della Caterham e amministratore delegato di Renault F1 dal 2014 al 2020.

## Biografia
Abiteboul studiò presso il Lycée Carnot e il Lycée Chaptal a Parigi, e continuò a studiare ingegneria multidisciplinare al Grenoble Institute of Technology. Dopo la laurea nel 2001, Abiteboul è entrato in Renault nella sede di Boulogne-Billancourt, curando il sito web del team di Formula 1. È stato nominato Business Development Manager per la Renault F1 nel 2007 ed è diventato Direttore Esecutivo di Renault Sport F1 nel 2010.
È entrato a far parte della Caterham nel settembre 2012. In precedenza aveva lavorato con il partner del team Renault, dove era vicedirettore generale di Renault Sport F1. L'8 novembre 2012, Abiteboul è stato nominato Team Principal della Caterham, prendendo il posto di Tony Fernandes.
Nel luglio 2014, dopo l'annuncio della partenza di Abiteboul da Caterham, la Renault ha confermato il suo ritorno come amministratore delegato di Renault Sport F1. Ha lasciato la Renault, rinominata Alpine, nel 2021.
Dopo la Formula 1 nel maggio 2021 si unisce alla Mecachrome, società francese che fornisce i motori nel Campionato FIA di Formula 2. Abiteboul nella società ha il ruolo di consulente per gli sport motoristici.
Nel dicembre 2022, viene annunciato come nuovo Team Principal della Hyundai Shell Mobis WRT a partire dalla stagione 2023. Un anno dopo assume anche il ruolo di presidente della divisione sportiva della Hyundai Motorsport. 

## Curiosità
Abiteboul fece una scommessa con Daniel Ricciardo: la scommessa prevedeva che se Ricciardo avesse ottenuto un podio per la squadra, avrebbe dovuto farsi un tatuaggio scelto dal pilota. Ricciardo riuscì a vincere la scommessa piazzandosi sul podio al Gran Premio dell'Eifel 2020. Anche se con ritardo, ha onorato la scommessa e si è tatuato.